# August Wilhelm Ambros
August Wilhelm Ambros, né le 17 novembre 1816 à Mauth et mort le 28 juin 1876 à Vienne, est un critique musical, un compositeur et un historien de la musique autrichien.
Il s'est notamment intéressé de près à la question de la musica ficta, qu'il considère comme étant le problème majeur pour l'édition des œuvres de musique anciennes, et sa contribution dans ce domaine est l'une des premières à reposer sur un examen véritablement sérieux des sources théoriques.